# Vogelbach (Malsburg-Marzell)

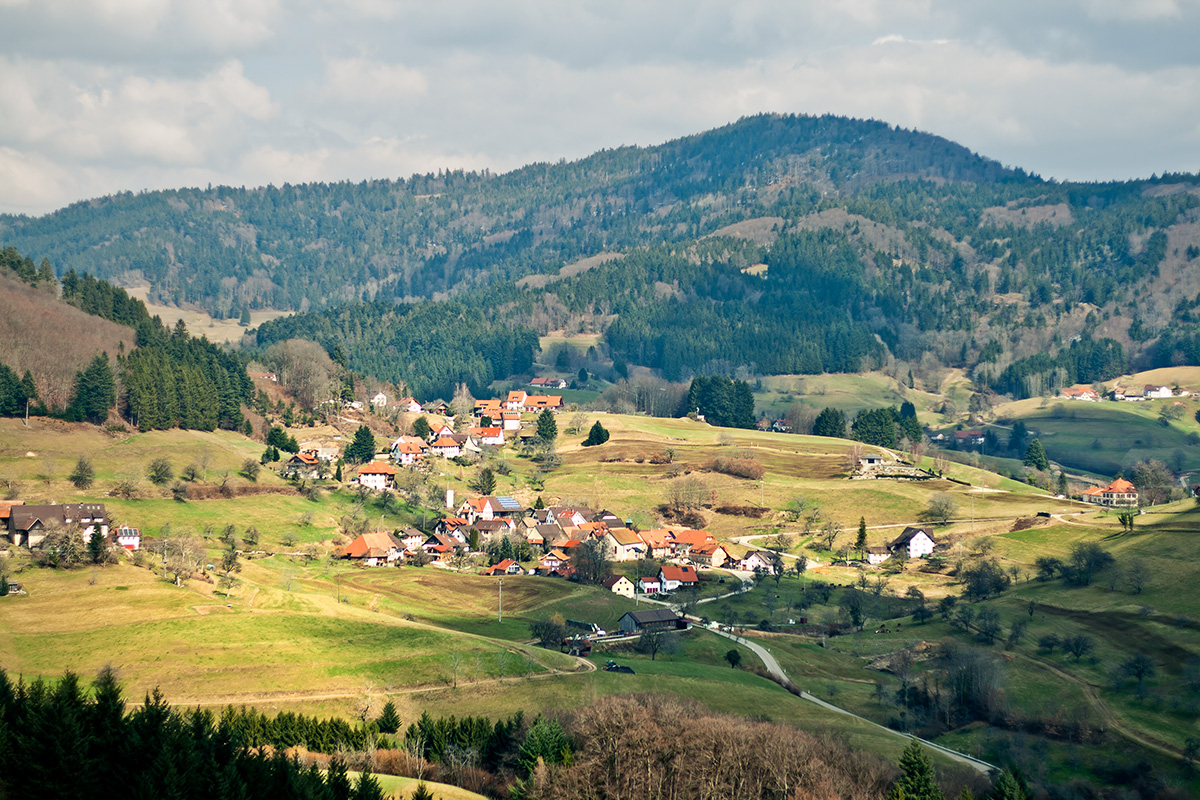
Blick auf Vogelbach von der Ruine Sausenburg

Vogelbach ist ein Wohnplatz auf 624 m ü. NN, der zur Gemeinde Malsburg-Marzell im Landkreis Lörrach gehört. Die Gemarkungsfläche umfasst 364 Hektar.

## Geschichte

### Dorfgeschichte
Erstmalige Erwähnung erfährt der Ort als villa Uogilbach um 1130; nach einer Kopialüberlieferung um 1494. Die Kapelle, die dem Heiligen Nikolaus geweiht wurde, stammt aus dem Jahr 1326.
Ein Rudolf de Uogilbach, möglicherweise ein Verwandter der Herren von Kaltenbach, schenkte seine Rechte an dem Landstück an die sanktblasianische Propstei Bürgeln. Von St. Blasien wurde Vogelbach an die Markgrafschaft Baden-Hachberg übertragen und 1503 an die Markgrafschaft Baden. Der Ort wurde in der Landgrafschaft Sausenberg Sitz der Vogtei für einen weiten Umkreis mit Malsburg, Lütschenbach, Kaltenbach, Marzell und Wambach. Zum Ende des 18. Jahrhunderts schied Marzell als eigene Vogtei aus. Nach der Reformation wurde der Pfarrsitz von Kaltenbach, das Filiale wurde, nach Vogelbach verlegt. Die heutige Kirche wurde im Jahr 1760 erbaut. (→ Evangelische Kirche Vogelbach)
1832 wurde Vogelbach zur Gesamtgemeinde Malsburg eingegliedert und seit dem 1. Januar 1974 gehört es auf der Grundlage der Gebietsreform in Baden-Württemberg zur Doppelgemeinde Malsburg-Marzell.

### Wappen
Als hoheitliches Abzeichen ist aus dem Jahr 1691 ein heraldischer Adler frei mit Herzschild überliefert. Das Schild mit Schrägteilung weist einen Schrägbalken ohne Belegung auf. Der Doppelkopfadler trägt eine Krone und führt unten die Buchstaben MP.

## Lage

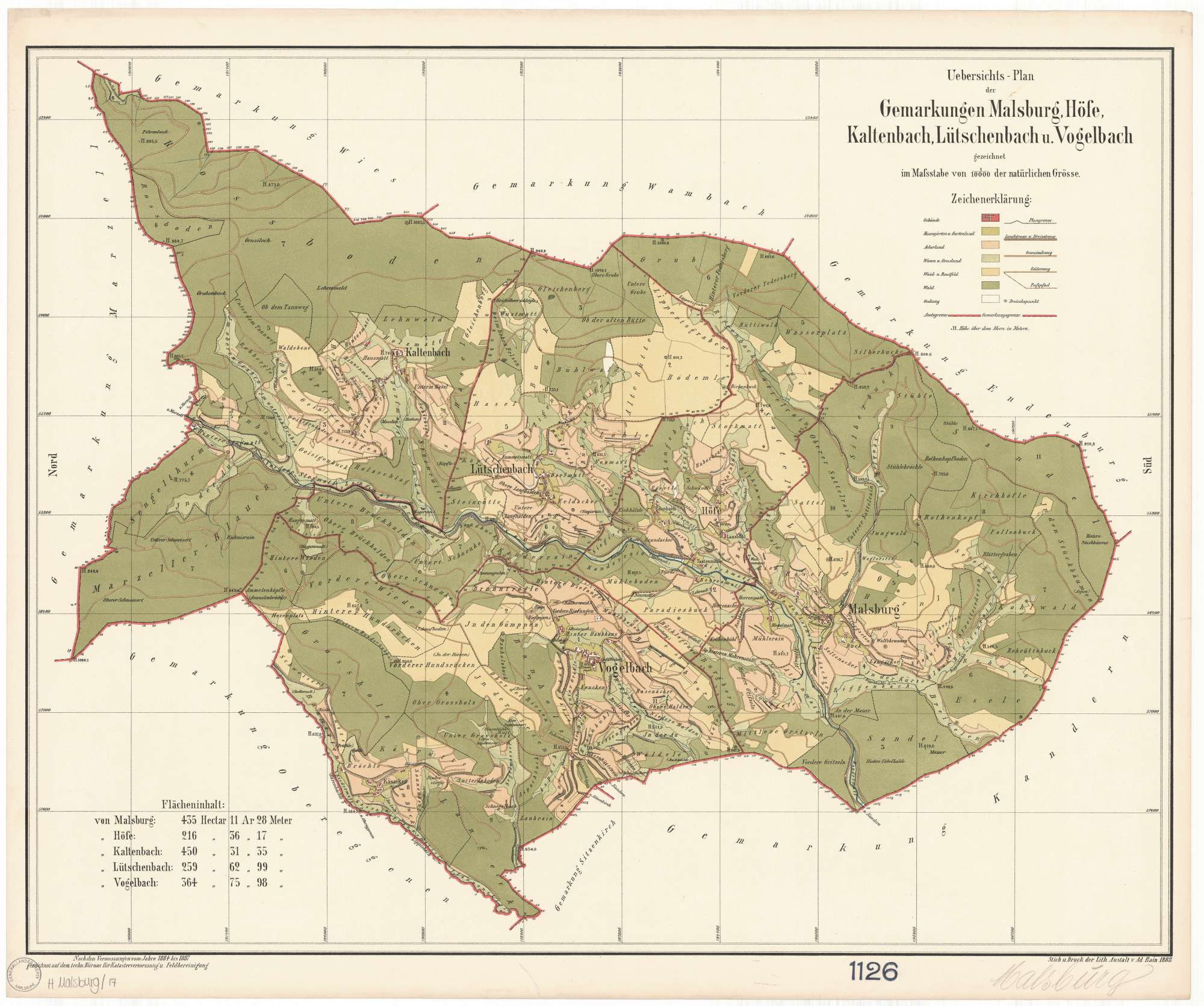
Geostete Karte von Vogelbach mit Malsburg, Höfe, Kaltenbach und Lütschenbach (1888)

Vogelbach liegt rund 600 Meter Luftlinie nordwestlich von Malsburg. Von der Talstraße (Kreisstraße 6350) ist es über eine 1,8 Kilometer lange Straße aus östlicher Richtung erreichbar. Die Straße überwindet 109 Höhenmeter, was einer durchschnittlichen Steigung von 6,0 % entspricht.
Zudem besteht eine Zufahrtsmöglichkeit über die deutlich weiter unten liegende Abzweigung vom Kandertal über die Kreisstraße 6312. Dieser 2,5 Kilometer lange Weg überwindet 195 Meter Höhe, was einer Steigung von 7,8 % entspricht. Die K 6312 verläuft parallel zum Vogelbach, der im Dorfkern seinen Ursprung nimmt und an der unteren Straßenverzweigung in die Kander fließt.
Von Sitzenkirch über den auf Gemarkung Vogelbach liegenden Weiler Käsacker führt schließlich die dritte Auffahrt nach Vogelbach, die 5,6 Kilometer lang ist. Die K 6313 verläuft teilweise in Spitzkehren und überwindet 208 Höhenmeter, was einer durchschnittlichen Steigung von knapp 4 % entspricht.
Vogelbach selbst liegt auf einem Hochplateau. Die Straßen zum Ort verbinden das Kandertal mit dem Markgräflerland. In der Nähe zum Wanderparkplatz Lindenbückle auf 653 m liegt die Passhöhe (Lage) dieses Gebirgsübergangs. Von der Passhöhe führt ein Wanderweg zur Sausenburg hinauf, die sich allerdings auf der Gemarkung von Kandern befindet.

## Infrastruktur

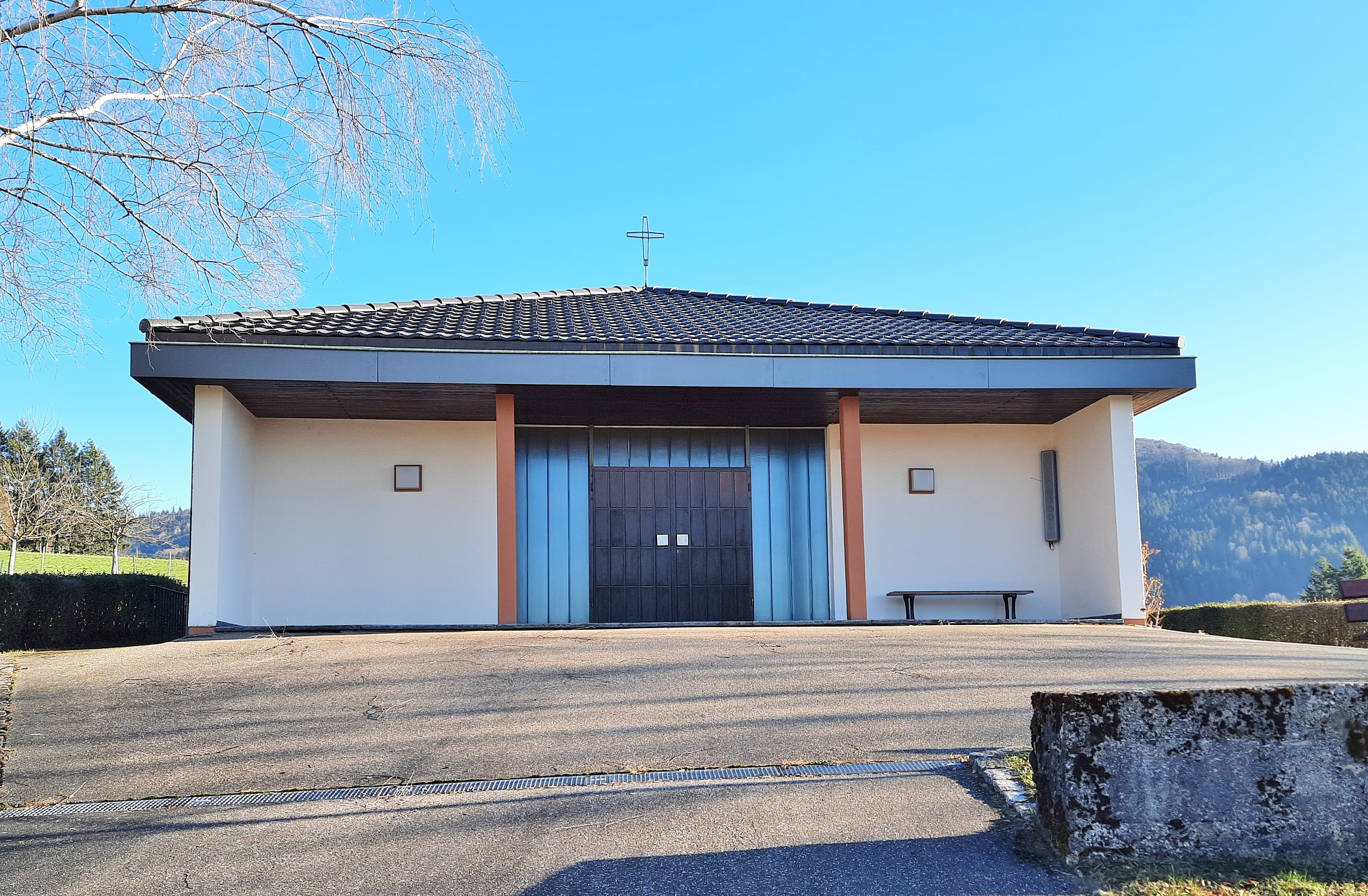
Friedhofskapelle

Zur Infrastruktur des Wohnplatzes gehört ein im Dorfkern befindlicher Landgasthof. Östlich beziehungsweise südöstlich befindet sich abseits der Besiedlungsfläche ein Friedhof mit einer Kapelle sowie die Feuerwehr-Gruppe Vogelbach-Käsacker der Freiwilligen Feuerwehr Malsburg-Marzell.